# Simple Network Library
Simple Network Library (SNL) es una biblioteca informática desarrollada con el lenguaje C que proporciona funciones para realizar operaciones de comunicación en red. La primera versión de esta biblioteca fue acabada el 5 de abril de 2009.
Proporciona herramientas para el desarrollo de videojuegos y cualquier otra aplicación que necesite comunicación a través de una red informática. Una de sus grandes virtudes es el tratarse de una biblioteca multiplataforma, soportando oficialmente los sistemas GNU/Linux y OpenSolaris, además de otras arquitecturas/sistemas como windows, MacOS, etc. Las siglas le vienen de Simple Network Library que se traduce como biblioteca de red simple. Desarrollada inicialmente por Jesús Hernández Gormaz.
Soporta los protocolos de IP tanto de IPv4 como de IPv6 además de los protocolos de comunicación TCP y UDP.
La biblioteca se distribuye bajo la licencia GPL.

## Origen del nombre
El origen del nombre, Simple Network Library, puede considerarse como un guiño a la biblioteca Simple DirectMedia Layer, SDL, ya que como se puede observar las siglas solo varían de una D, SDL, a una N, SNL. Esto se debe a que al igual que SDL es ampliamente usada para el desarrollo de videojuegos, especialmente de videojuegos que sean software libre, SNL se creó con la intención de facilitar el desarrollo y programación de videojuegos multijugador en red aún más de lo que pueda facilitarlo otras bibliotecas como SDL Net, de forma que el trabajo del programador con los sockets y la labor de conseguir Multiplexación, para que un servidor pueda atender a varios clientes de forma no bloqueante, sea lo suficientemente sencillo para que el programador no pierda tiempo en la comunicación que podría invertir en el juego en si.

## Desarrollo
El sistema de control de versiones usado en el desarrollo de SNL es Darcs por ser distribuido y no depender sus repositorios de un servidor. El repositorio oficial es accesible desde internet y los parches son enviados al mantenedor por correo electrónico para ser aplicados al repositorio oficial. Todo aquel que quiere colaborar en el desarrollo de SNL únicamente tiene que obtener una copia de trabajo desde el repositorio oficial y realizar los cambios que desee, enviando después los parches resultantes para que puedan ser aplicados al repositorio oficial.
En la página web oficial de SNL se indica la localización del repositorio oficial así como documentación que pueden consultar todos aquellos que quieran participar en el hacking de SNL y no conozcan el uso de Darcs.

### Documentación de SNL
- Jesús Hernández Gormaz (2009). Documentacion de SNL (1). p. 2.